# Феодора (оратория)
«Феодора» (иногда «Теодора»; англ. Theodora, HWV 68, 1750) — драматическая оратория в трёх действиях Георга Фридриха Генделя поставленная на английское либретто Томаса Морелла. Оратория посвящена христианской мученице Феодоре и её римскому возлюбленному Дидиму, обращённому в христианство. Первое представление спектакля состоялось в театре Ковент-Гарден 16 марта 1750 года. Не пользовавшаяся популярностью у публики во времена Генделя, «Феодора» ныне признана шедевром. Чаще практикуется концертное исполнение оратории, но иногда её ставят на сцене.

## Сюжет оратории

### Акт 1
IV век нашей эры. Валент, римский губернатор Антиохии, издает указ, согласно которому в честь дня рождения Диоклетиана все граждане под страхом смерти должны принести жертвы Венере, римской богине любви, и Флоре, богине весеннего плодородия, и поручает Септимию следить за соблюдением этого.
Дидим, солдат, тайно обращенный в христианство, просит избавить от наказания граждан, чья совесть мешает им приносить жертвы идолам, но Валент отказывает ему. Септимий подозревает, что Дидим — христианин; он подтверждает свою собственную верность закону, хотя и жалеет тех, кто будет приговорен к смерти по указу, и желает, чтобы ему было позволено проявить к ним милосердие.
Феодора, христианка благородного происхождения, и её подруга Ирина совершают поклонения наедине со своими единоверцами и не присоединяются к празднованию дня рождения императора, когда посланник приносит весть об указе Валента. Септимий приходит их арестовать; Феодора ожидает казни, но ей сообщают, что вместо этого она приговорена быть блудницей при храме Венеры. Феодора предпочла бы умереть, но её уводят в храм. Ирина сообщает об этом Дидиму, который идёт туда в надежде либо спасти её, либо умереть вместе с ней. Первое действие завершается хором христиан, молящихся за успех его попытки.

## Акт 2
В начале второго действия язычники наслаждаются праздником в честь императора и богинь. Валент отправляет Септимия сказать Феодоре, что, если она не присоединится к празднеству до конца дня, он отдаст её своим солдатам на поругание. Толпа выражает удовлетворение этим приговором. Тем временем Феодора, находясь в храме Венеры, который служит местом оргий, напугана, но её настроение меняется, когда она обращается к мыслям о загробной жизни. Дидим признается своему другу и боевому соратнику Септимию, что он христианин, и взывает к чувству его порядочности. Септимий разрешает Дидиму навестить Феодору. Сначала Феодора обращается к Дидиму с просьбой убить её и положить конец её страданиям, но вместо этого Дидим убеждает её обменяться с ним одеждой и бежать, оставив на своём месте Дидима. Вернувшись в своё убежище, Ирина и христиане вспоминают чудо «Наинской вдовы» и надеются, что, если влюбленные умрут, они обретут новую жизнь на небесах.

## Акт 3
В начале третьего действия христиане празднуют благополучное возвращение Феодоры. Однако она чувствует себя виноватой в том, что поставила под угрозу жизнь Дидима, чтобы спасти свою собственную. Посланец сообщает им, что Дидим схвачен и что Валент заменил наказание Феодоре на смертную казнь. Феодора идёт предложить себя вместо Дидима, несмотря на протесты своей верной подруги Ирины. Когда Валент приговаривает Дидима к казни, входит Феодора, требуя, чтобы смерти предали её, а Дидима пощадили. Оба — и Дидим, и Феодора — готовы пожертвовать собой ради другого. Септимий тронут этим и умоляет о помиловании. Валент, однако, приговаривает Дидима и Феодору к смерти, и они воспевают дуэтом свое будущее бессмертие на небесах.

## Драматические персонажи
| Роль                                                                    | Певческий голос | Актерский состав премьеры, 16 марта 1750 года |
| ----------------------------------------------------------------------- | --------------- | --------------------------------------------- |
| Феодора, знатная христианка                                             | сопрано         | Джулия Фрази                                  |
| Дидим, римский офицер, обращенный в христианство и влюбленный в Феодору | альт-кастрат    | Гаэтано Гуаданьи                              |
| Септимий, римский офицер, его друг                                      | тенор           | Томас Лоу                                     |
| Валент, правитель Антиохии                                              | бас             | Генри Райнхольд                               |
| Ирина, христианка и подруга Феодоры                                     | меццо-сопрано   | Катерина Галли                                |
| Посланец                                                                | тенор           |                                               |
| Хор христиан, хор язычников                                             |                 |                                               |

## Список музыкальных действий
(Примечание: «Синфония» в этом контексте означает чисто инструментальную пьесу, симфонию. «Аккомпаниато» — это речитатив в сопровождении оркестра, а не только инструментов басс-континуо, как в отрывках, помеченных как «речитатив».)
| Акт 1 Явление 1 Валент, Дидим, Септимий и хор язычников 1. Увертюра — Трио — Куранты 2. Речитатив (Валент): «'Tis Dioclesian’s natal day» 3. Ария (Валент): «Go, my faithful servant, go» 4. Хор язычников: «And draw a blessing down» 5. Речитатив (Дидим и Валент): «Vouchsafe, dread sir» 6. Ария (Валент): «Racks, gibbets, sword and fire» Валент уходит 7. Хор язычников: «For ever thus stands fix’d the doom» Явление 2 8. Речитатив (Дидим): «Most cruel edict» 9. Ария (Дидим): «The raptur’d soul» 10. Речитатив (Септимий): «I know thy virtues» 11. Ария (Септимий): «Descend, kind pity» Явление 3 Феодора с христианами 12. Речитатив (Феодора): «Though hard, my friends» 13. Ария (Феодора): «Fond, flatt’ring world, adieu!» 14. Речитатив (Ирина): «O bright example of all goodness!» 15. Ария (Ирина): «Bane of virtue» 16. Хор христиан: «Come, mighty Father» Явление 4 Входит посланец 17. Речитатив: (Посланец и Ирина): «Fly, fly, my brethren» 18. Ария (Irene): «As with rosy steps the morn» 19. Хор христиан: «All pow’r in Heav’n above» Явление 5 Входит Септимий 20. Речитатив (Септимий): «Mistaken wretches!» 21. Ария (Септимий): «Dread the fruits of Christian folly» 22. Речитатив (Феодора и Септимий): «Deluded mortal!» 23. Аккомпаниато (Феодора): «Oh, worse than death indeed!» 24. Ария (Феодора): «Angels, ever bright and fair» Феодора уходит вместе с Септимием Явление 6 Входит Дидим 25. Речитатив (Дидим и Ирина): «Unhappy, happy crew!» 26. Ария (Дидим): «Kind Heav’n» Дидим уходит Явление 7 27. Речитатив (Ирина): «O love, how great thy pow’r!» 28. Хор христиан: «Go, gen’rous, pious youth» | Акт 2 Явление 1 Валент и хор язычников 29. Речитатив (Валент): «Ye men of Antioch» 30. Хор язычников: «Queen of summer, queen of love» 31. Ария (Валент): «Wide spread his name» 32. Речитатив (Валент): «Return, Septimius, to the stubborn maid» 33. Хор язычников: «Venus laughing from the skies» Явление 2 Феодора в узилище 34. Синфония 35. Речитатив (Феодора): «O thou bright sun!» 36. Ария (Феодора): «With darkness deep» 37. Синфония мягкой музыки 38. Речитатив (Феодора): «But why art thou disquieted, my soul?» 39. Ария (Феодора): «Oh, that I on wings could rise» Явление 3 Дидим и Септимий 40. Речитатив (Дидим и Септимий): «Long have I known thy friendly social soul» 41. Ария (Септимий): «Though the honours» 42. Речитатив (Дидим и Септимий): «Oh, save her then» 43. Ария (Дидим): «Deeds of kindness to display» Явление 4 Ирина с христианами 44. Речитатив (Ирина): «The clouds begin to veil» 45. Ария (Ирина): «Defend her, Heav’n!» Явление 5 Феодорино узилище. Дидим в отдалении, забрало его шлема опущено. 46. Речитатив (Дидим): «Or lull’d with grief» 47. Ария (Дидим подходя к ней): «Sweet rose and lily» 48. Речитатив (Феодора вздрагивая и Дидим): «Oh, save me, Heav’n!» 49. Ария (Феодора): «The pilgrim’s home» 50. Аккомпаниато (Дидим и Феодора): «Forbid it, Heav’n!» 51. Дуэт (Феодора и Дидим): «To thee, thou glorious son of worth» Явление 6 Ирина и христиане 52. Речитатив (Ирина): «Tis night, but night’s sweet blessing is denied» 53. Хор христиан: «He saw the lovely youth» | Акт 3 Явление 1 Ирина и христиане 54. Ария (Ирина): «Lord, to Thee each night and day» Явление 2 Входит Феодора в одежде Дидима 55. Речитатив (Ирина и Феодора открываясь): «But see, the good, the virtuous Didymus!» 56. Ария (Феодора): «When sunk in anguish and despair» 57. Соло и хор (христиане и Феодора): «Blest be the hand» Явление 3 Входит посланец 58. Речитатив (Посланец, Ирина, Феодора): «Undaunted in the court stands Didymus» 59. Дуэт (Ирина и Феодора): «Whither, Princess, do you fly?» 60. Речитатив (Ирина): «She’s gone» 61. Ария (Ирина): «New scenes of joy» Явление 4 Валент, Дидим, Септимий и хор язычников 62. Речитатив (Валент, Дидим, Феодора и Септимий): «Is it a Christian virtue then?» Явление 5 63. Ария (Септимий): «From virtue springs each gen’rous deed» 64. Ария (Валент): «Cease, ye slaves, your fruitless pray’r!» 65. Речитатив (Дидим и Феодора): «'Tis kind, my friends» 66. Хор язычников: «How strange their ends» 67. Речитатив (Дидим, Феодора и Валент): «On me your frowns» 68. Ария (Валент): «Ye ministers of justice» Явление 6 69. Речитатив (Дидим, Theodora, Септимий): «And must such beauty suffer?» 70. Ария и дуэт (Дидим и Феодора): «Streams of pleasure ever flowing» Явление 7 Ирина и христиане 71. Речитатив (Ирина): «Ere this, their doom is past» 72. Хор христиан: «O love divine» |